# Thoralf Hagen
Thoralf Hagen (Oslo, 22 de septiembre de 1887-Oslo, 7 de enero de 1979) fue un deportista noruego que compitió en remo como timonel. Participó en los Juegos Olímpicos de Amberes 1920, obteniendo dos medallas de bronce, en las pruebas de cuatro con timonel y ocho con timonel.

## Palmarés internacional
| Juegos Olímpicos | Juegos Olímpicos  | Juegos Olímpicos  | Juegos Olímpicos   |
| Año              | Lugar             | Medalla           | Prueba             |
| ---------------- | ----------------- | ----------------- | ------------------ |
| 1920             | Amberes (Bélgica) | Medalla de bronce | Cuatro con timonel |
| 1920             | Amberes (Bélgica) | Medalla de bronce | Ocho con timonel   |